# Le Croisty
Le Croisty (bret. Ar C'hroesti) – miejscowość i gmina we Francji, w regionie Bretania, w departamencie Morbihan.
Według danych na rok 1990 gminę zamieszkiwało 846 osób, a gęstość zaludnienia wynosiła 53 osoby/km² (wśród 1269 gmin Bretanii Le Croisty plasuje się na 637. miejscu pod względem liczby ludności, natomiast pod względem powierzchni na miejscu 623.).